# Milan Fuchs
Milan Fuchs (* 6. července 1948) je bývalý slovenský fotbalista, útočník.

## Fotbalová kariéra
V československé lize hrál za Tatran Prešov. Nastoupil ve 12 ligových utkáních. Gól v lize nedal.

## Ligová bilance
| Ročník                                   | Zápasy | Góly | Klub          |
| ---------------------------------------- | ------ | ---- | ------------- |
| 1. československá fotbalová liga 1970/71 | 12     | 0    | Tatran Prešov |
| CELKEM 1. liga                           | 12     | 0    |               |